# Тим Гън
Тимъти Макензи Гън (на английски: Timothy MacKenzie Gunn), известен като Тим Гън, е американски автор, преподавател и телевизионна личност.

## Биография
Гън е роден на 29 юли 1953 г. През 1982 г. започва работа в Училище за дизайн „Парсънс“ в Ню Йорк и е ръководител на катедрата по моден дизайн. Участва в телевизионните реалити формати Making the Cut, „Топ дизайнер“, и други. Обявен е за личност на годината от „Хора за етично отношение към животните“ през 2009 година. Автор е на няколко книги, сред които Gunn's Golden Rules: Life's Little Lessons for Making It Work.